# Llacs d'Avigliana
Els llacs d'Avigliana són dos petits llacs d'origen glacial, que es van crear per l'acumulació d'aigua en els espais entre diferents venes terminals concèntriques de la glacera de la vall de Susa (Segusino), després de l'edat de gel, produïts en la seva retirada cap a la muntanya. Separat per un estret istme, es troben a la ciutat d'Avigliana (Torí), i d'acord amb la seva superfície s'anomenen el Lago Grande i el Lago Piccolo.

## El llac Gran
El més gran, anomenat en italià Lago Grande o també Lago della Madonna, té una extensió de 91,4 hectàrees, una profunditat màxima de 28 metres i es troba a 352 msnm. Per la banda nord-oest del llac sorgeix el canal de la Naviglia, un emissari que travessa la torbera de la Palude dei Mareschi, una zona d'aiguamolls que hi ha entre els municipis d'Avigliana i Sant'Ambrogio di Torino per anar a parar al riu Dora Riparia. A la zona avui pantanosa dels Mareschi, després de la retirada de la glacera Segusino, probablement hi va haver un tercer llac, però la seva existència va ser de curta durada, després devia quedar cobert en gran part pels detritus que van lliscar procedents dels turons circumdants.
Situat una mica al nord del llac Piccolo, a les seves ribes s'hi desenvolupen diverses activitats humanes i, recentment se l'ha inclòs en els llacs aptes per al bany. Al llarg de la riba nord s'ha construït una passarel·la flotant.
A prop de la riba del llac hi ha el santuari de la Mare de Déu dels llacs, construït el 1622.

## El llac Petit

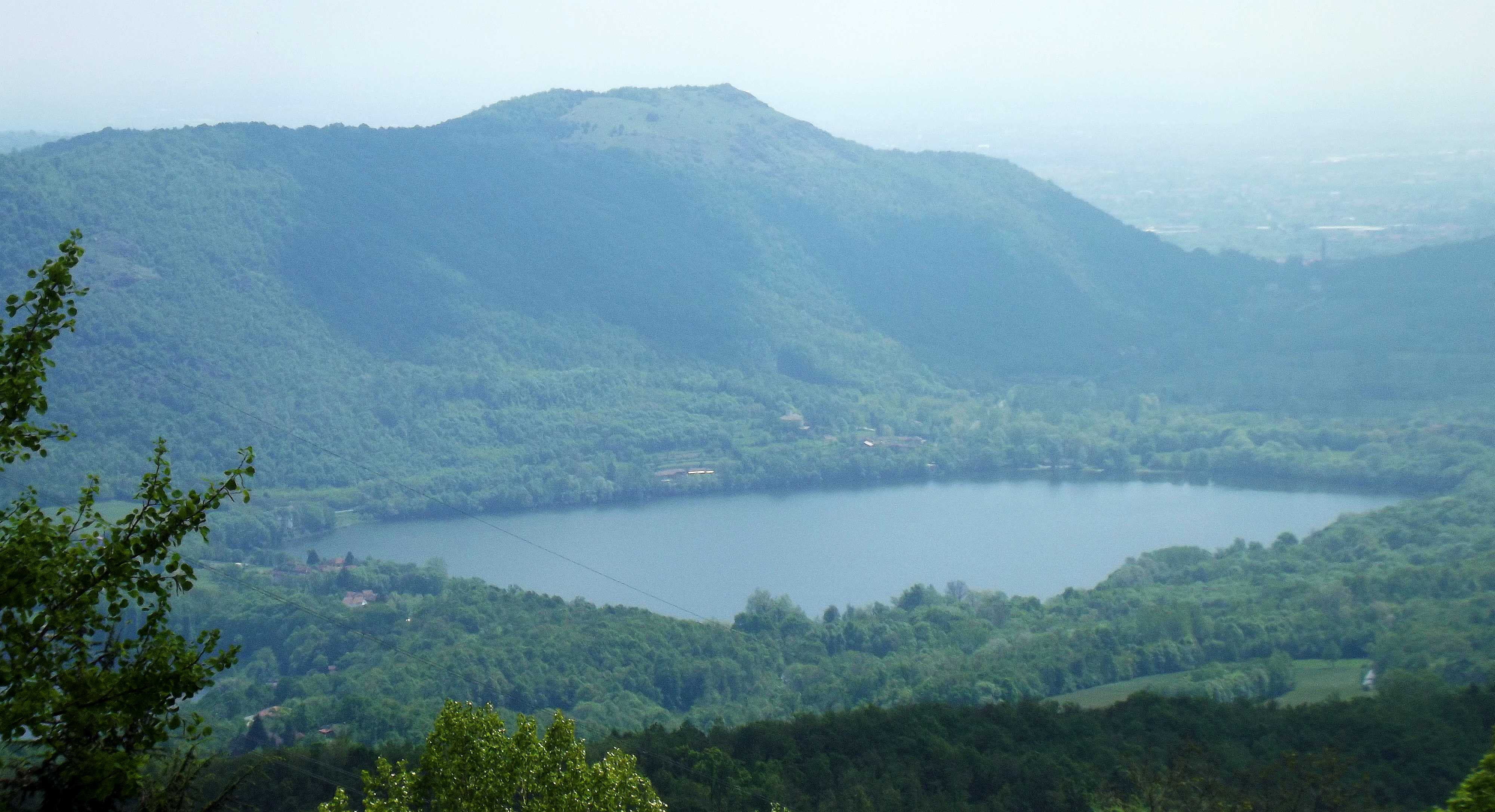
El lago Piccolo

Aquest llac, anomenat pels italians Lago Piccolo o també Lago di Trana i en el passat lago di San Bartolomeo (pel nom de la població que es troba a la riba meridional), té una extensió de 61,09 hectàrees, una profunditat màxima de 12 metres i està en un punt una mica més alt que el seu veí, el lago Grande a 356 msnm. Rep molts afluents procedents dels turons boscosos de la rodalia, el més important dels quals és el Freddo. El llac Petit desguassa en el llac Gran per mitjà d'un canal que talla passant pel mig de l'istme.
A diferència del llac Gran, conserva força bé les seves característiques naturals i és considerat un oasi de natura enmig d'un entorn humà, A tocant de les seves ribes hi ha prats, un bosc i canyissars. No està permès el seu ús per al bany.

## El parc natural
El 1980 la zona pantanosa al voltant d'aquests llacs es va classificar com a parc natural. En aquest lloc habiten nombroses espècies d'ocells entre els quals els més coneguts són: el bernat pescaire, l'ànec collverd, la fotja, el cabussó emplomallat i la polla d'aigua.